# Майкл Рок
Майкл Рок (англ. Michael Rock, 13 березня 1987) — британський плавець.
Учасник Олімпійських Ігор 2008, 2012 років.
Призер Ігор Співдружності 2010 року.